# The Only Child - L'Enfant unique
 (août 2025).
Si vous disposez d'ouvrages ou d'articles de référence ou si vous connaissez des sites web de qualité traitant du thème abordé ici, merci de compléter l'article en donnant les références utiles à sa vérifiabilité et en les liant à la section « Notes et références ».
Pour plus de détails, voir Fiche technique et Distribution.
The Only Child - L'Enfant unique (The Hole in the Ground) est un film d'horreur multinational coécrit et réalisé par Lee Cronin et sorti en 2019. Il s'agit de son premier long métrage.
Le film suit une mère et son fils qui viennent d'emménager dans une nouvelle maison près des bois. Au cours d'une balade en forêt, le fils disparaît un petit moment. La mère parvient à remettre la main sur lui et découvre, en même temps, un énorme gouffre au cœur du bois. Quelque temps après, elle remarque que son petit garçon a un comportement étrange. Est-ce bien son fils qui est revenu vers elle ?
Le film est présenté en avant-première mondiale au festival du film de Sundance 2019.

## Synopsis
Séparée de son mari, Sarah O'Neill s'installe avec son fils Christopher « Chris » dans une maison louée à côté d'une vieille forêt, située dans la campagne irlandaise, pour commencer une nouvelle vie. Ils se rendent en voiture au village, Sarah évite de peu de percuter Noreen Brady (Kati Outinen), âgée, encapuchonnée, marmonnant figée au milieu de la route. Noreen fixe Chris, Sarah prend peur, récupère son rétroviseur arraché et repart rapidement.
Dans leur nouvelle demeure, Sarah décolle les papiers peint pour retapisser. Chris a peur des araignées. Il est affecté par l'absence de son père et s'enfuit brusquement dans la forêt. Sarah panique, part à sa recherche, découvre un étrange gouffre dans la terre. Elle est surprise de voir Chris près du gouffre, qui se comporte comme si ce qui s'est passé était anodin.
Lors d'un dîner avec des amis, Sarah apprend que Noreen a tué son fils James. Après avoir perdu la raison, elle a commencé à délirer en proclamant qu'il n'était pas son enfant avant de l'assassiner. Peu de temps après, Sarah et Chris en voiture voient Noreen sur le pont, au milieu de la route, bloquant le passage. Sarah sort et lui demande en vain de s'écarter. Des (James Cosmo) son mari, apparait et présente des excuses pour le comportement de son épouse. Sarah remonte dans sa voiture. Noreen s'approche côté passager, face à Chris, a une crise, hurle en affirmant qu'il n'est pas le fils de Sarah et frappe sa tête sur la vitre. Sarah, choquée, part rapidement.
Sarah passe devant la maison des Brady. Elle remarque Noreen dans une pose étrange, arrête la voiture, descend et va près d'elle. Elle découvre qu'elle est morte, allongée sur le ventre, sa tête légèrement enfoncée dans le sol. Sarah se rend chez les Brady pour la veillée funèbre. Elle observe que les murs sont couvert de miroirs, recouverts d'un tissu noir. Intriguée, elle demande des explications à Des qui lui révèle que Noreen pensait que James était un imposteur et qu'elle affirmait pouvoir le prouver en observant son reflet dans un miroir. Il annonce que Noreen n'a pas tué James. Selon lui, il s'est jeté sous les roues de la voiture qu'il conduisait. Sarah consulte le médecin qui lui prescrit des somnifères.
Chris mange toutes ses spaghettis bolognaises sans rechigner, alors qu'il détestait ce plat. Une nuit, Sarah entent du bruit dans la chambre de Chris, elle approche sans bruit, regarde sous la porte et le voit attraper et manger une araignée. Après consultation, le médecin déclare que Chris n'a rien d'anormal. Sarah angoisse de plus de plus.
Sarah achète une caméra nocturne et la cache dans la chambre de Chris afin de le surveiller. Elle regarde l'enregistrement et en déduit qu'il ne peut pas être son fils. Elle va chez Des pour lui en parler et veut lui montrer l'enregistrement. Il s'emporte, jette la caméra par terre et déclare qu'il ne peut pas la croire.
Sarah a peur en observant l'étrange comportement de Chris. Elle fait des cauchemars. Lors d'un spectacle à l'école, elle est angoissée en voyant Chris qui la fixe avec insistance sur scène. Elle l'abandonne et fuit. Un de ses enseignants le ramène chez elle.
Sarah pense qu'il est le double maléfique de Chris. Pour en être certaine, elle lui fait absorber ses somnifères dans sa nourriture. Elle lui propose de faire leur jeu préféré, commence le décompte, comme elle s'y attendait, il attend passivement. Elle prouve ainsi qu'il ne sait pas qu'elle fait allusion à leur jeu de grimaces. Soudainement, il l'attaque, il possède une force surhumaine et la blesse. Elle reprend conscience dans la forêt, elle le voit creuser à la main. Il la traine jusqu'au trou, la place sur le ventre, la tête dans le trou, replace la terre autour de sa tête, dans la même position que Noreen et il s'écroule au sol assoupi. Sarah se redresse et le traîne dans le sous-sol de la maison. Voyant le rétroviseur cassé de sa voiture, elle le place près de son visage et observe le reflet de Chris qui est une entité maléfique. Elle l'enferme et se précipite dans le gouffre de la forêt où Chris a disparu.
Dans le trou profond, elle récupère son fils inanimé. Alors qu'elle s'échappe avec lui, elle découvre que plusieurs créatures attendent de monter à la surface pour remplacer les humains à la manière des changelings. Elle est notamment poursuivie par un monstre qui prend sa forme humaine mais réussit néanmoins à sortir du gouffre.
Alors que le double maléfique enfermé de son fils l'appelle, Sarah récupère les clés de sa voiture et met le feu à la demeure puis s'en va.
Quelque temps plus tard, Sarah s'épanouit avec son fils dans une nouvelle maison. Pourtant, un jour, alors qu'il fait du vélo, elle le prend en photo et remarque que son visage est très flou par rapport au reste de la photo. Sarah a recouvert de miroirs les murs de son salon.

## Fiche technique
Sauf indication contraire, les informations mentionnées dans cette section peuvent être confirmées par la base de données cinématographiques IMDb,  présente dans la section « Liens externes ».
- Titre original : The Hole in the Ground
- Titre français : The Only Child - L'Enfant unique
- Réalisation : Lee Cronin
- Scénario : Lee Cronin et Stephen Shields
- Montage : Colin Campbell
- Musique : Stephen McKeon
- Photographie : Tom Comerfeld
- Production : Conor Barry et John Keville
- Sociétés de production : Savage Productions, Bankside Films, The Finnish Film Foundation, BAI, Head Gear Films et Irish Film Board
- Sociétés de distribution : A24 / DirecTV (États-Unis), Vertigo Releasing (Royaume-Uni), Wildcard Distribution (Irlande), Kinovista (France)
- Pays de production :  Irlande,  Royaume-Uni,  Belgique et  Finlande
- Langue originale : anglais
- Format : couleur - 2.35:1
- Genre : horreur
- Durée : 90 minutes
- Dates de sortie  :
  - États-Unis : 25 janvier 2019 (festival de Sundance)
  - États-Unis : 1er mars 2019 (sortie nationale)
  - Royaume-Uni, Irlande : 1er mars 2019
  - France : 22 juillet 2021 (DVD)

## Distribution
- Seána Kerslake : Sarah O'Neill
- James Cosmo : Des Brady
- Kati Outinen : Noreen Brady, épouse de Des
- Simone Kirby : Louise Caul
- Steve Wall : Rob Caul
- James Quinn Markey : Christopher « Chris » O'Neill, fils de Sarah
- Eoin Macken : Jay Caul